# IC 5061
IC 5061 — галактика типу *3 (потрійна зірка) у сузір'ї Водолій.
Цей об'єкт міститься в оригінальній редакції індексного каталогу.